# Форминьяна
Форминьяна (итал. Formignana) —  коммуна в Италии, располагается в регионе Эмилия-Романья, подчиняется административному центру Феррара.
Население составляет 2840 человек, плотность населения составляет 129 чел./км². Занимает площадь 22 км². Почтовый индекс — 44035. Телефонный код — 0533.